# مارکوس سلین
مارکوس سلین (فنلاندی: Markus Selin؛ زادهٔ ۱۶ مارس ۱۹۶۰) تهیه‌کننده فیلم و تهیه‌کننده تلویزیونی اهل فنلاند است.
از فیلم‌هایی که وی در آن‌ها نقش داشته‌است، می‌توان به پسران بد، اعتیاد، ماتی: جهنم برای قهرمانان، وارس: راه مردان درستکار، هلسینکی و طبقات تاریک اشاره نمود.